# Silikon

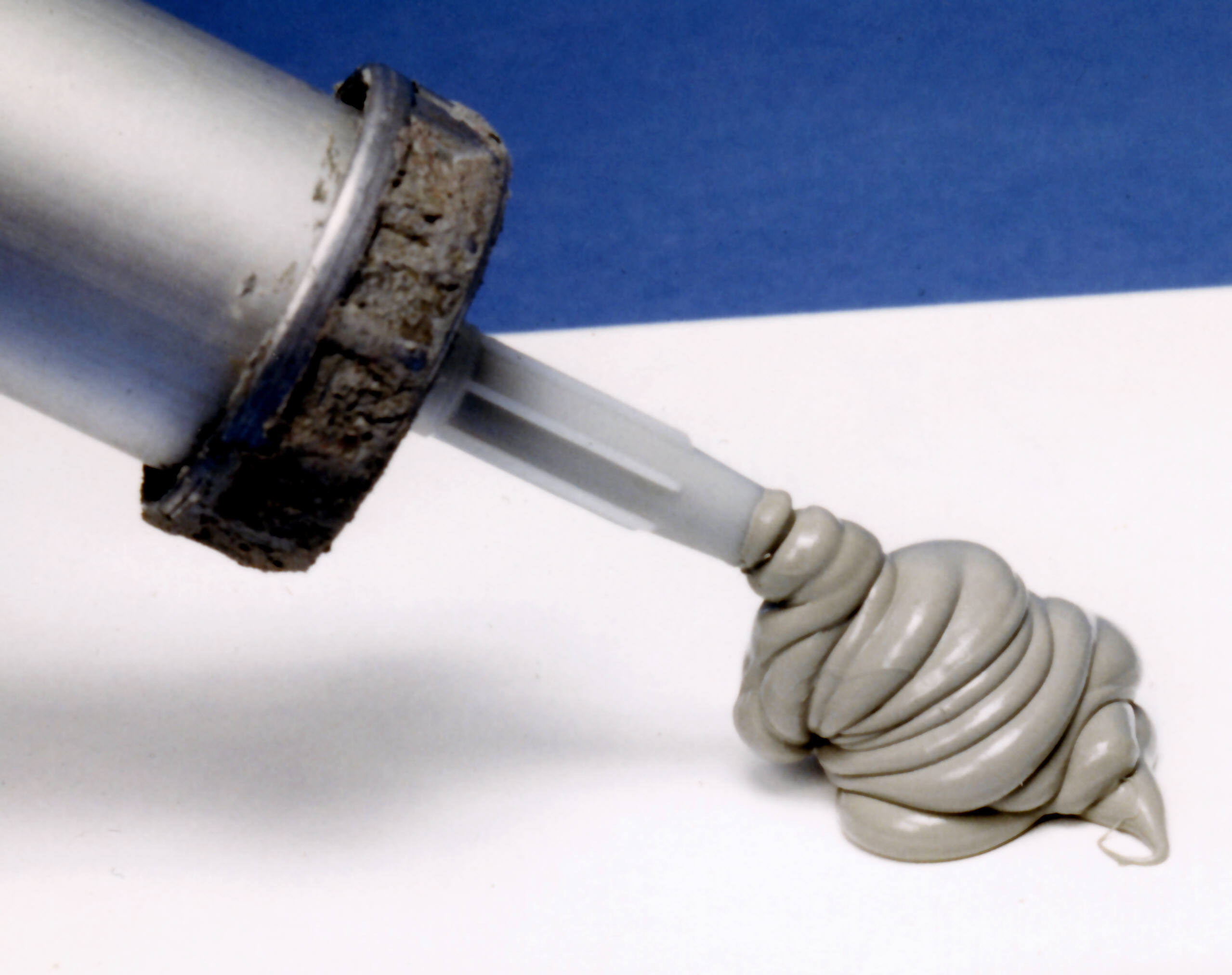
Silikon může být použit jako jednoduchý těsnicí prostředek proti pronikání vody či vzduchu

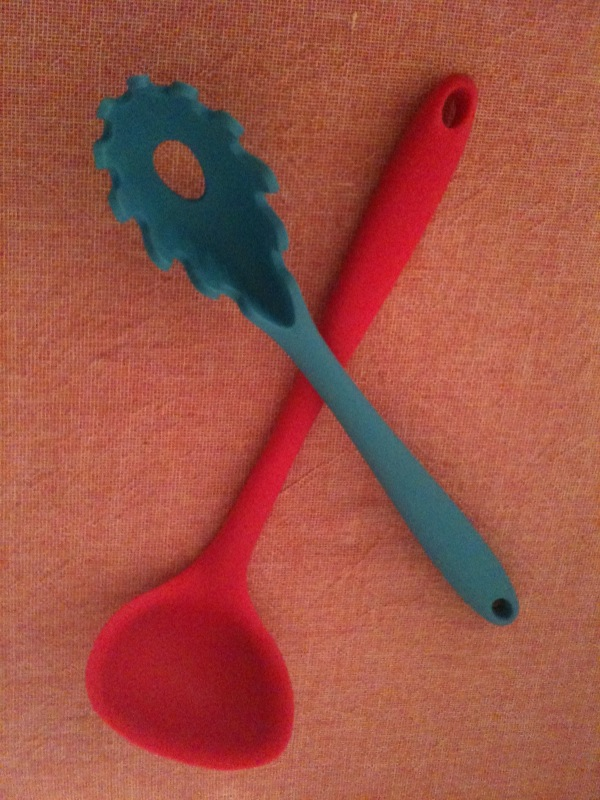
Lžíce a naběračka na těstoviny vyrobená ze silikonu

Silikony (nebo také polysiloxany) jsou anorganicko-organické polymery s obecným vzorcem [R2SiO]n, kde R je organický substituent. Kostra je tvořena řetězcem, ve kterém se střídají atomy křemíku a kyslíku. Tato chemická skupina je velmi stabilní a může z ní být připraven prakticky nekonečný řetězec. Organické skupiny (např. CH3) jsou chemicky vázány pouze na volné vazby atomů křemíku.

Příklad struktury silikonu, polydimethylsiloxan

## Vlastnosti
Mezi hlavní vlastnosti, které silikony odlišují od jiných polymerů, patří relativní stálost vlastností v širokém rozmezí teplot – inertnost. Dlouhodobá tepelná odolnost silikonových pryží se pohybuje v intervalu od -60 do + 180 °C (speciální typy -100 až +260 °C, krátkodobě až +320 °C).
Díky svému umělému původu jsou silikony poměrně inertní vůči živým organismům. Z dalších vlastností je dobré zmínit relativní nehořlavost, dobré elektroizolační vlastnosti, dlouhodobou odolnost vůči UV záření a povětrnostním podmínkám, vodoodpudivost (hydrofobnost) a paropropustnost, adheze. Fluorované silikony jsou i olejovzdorné, čehož se využívá zvláště v automobilovém průmyslu.

## Využití
- oleje a pasty – zdravotně nezávadné, vykazují velmi dobré tepelně vodivé a zároveň elektroizolační vlastnosti (např. malé množství silikonové pasty se používá na lepší chlazení mezi procesorem počítače a chladičem; je výhodou, pokud tato pasta je tepelně vodivá, ovšem zlepšení výkonu nastane již po pouhém vytěsnění vzduchu pastou zpod chladiče).
- emulze silikonových olejů – např. impregnační laky na stany, bundy.
- jednosložkové tmely vulkanizující vzdušnou vlhkostí za normální teploty – tzv. RTV silikony (Room Temperature Vulcanizing)
- inertní pružný materiál složený z polysiloxanového polymeru, silikonového plastifikátoru a různých plniv či barviv.
- vyrábějí se dva různé vulkanizační systémy (adiční a kondenzační).
- dvousložkové kaučuky vulkanizující po přídavku katalyzátoru, pro výrobu pružných forem a k zalévání součástek, zapouzdření napěťových (nebo proudových) zdrojů.
- hydrofobizační přípravky (po aplikaci odpuzují vodu)
- laky (vysoce tepelně odolné)
- tmely – ochrana osazených desek plošných spojů, sanitární a stavební využití.
- odpěňovače
- kosmetika – používá se v různých kategoriích výrobků jakou jsou např. mýdla, sprchové gely, kondicionéry a šampony na vlasy, pěny na holení atd.[1]
- ploutve
- koupací čepice
- prsní implantáty
- otiskovací hmoty, silikonové kořenové výplně i výplně korunkové části zubu využívané v endononcii[2]
- reklamní silikonové náramky
- pěny – těsnění (např. kabelových průchodů)
- kuchyňské náčiní – formy na pečení, vály[3]

## Rozpustnost silikonů ve vodě
Silikony se mohou dle rozpustnosti ve vodě řadit do tří skupin:
- Rozpustné ve vodě – silikony úplně rozpustné ve vodní lázni, např. Dimethicone Copolyol, Lauryl Methicone Copolyol, Amodimethicone (a) Trideceth-12 (a) Chlorid Cetrimonium.
- Nerozpustné ve vodě – silikony, které nereagují a jsou netečné ve vodní lázni, např. Cetearyl Methicone, Dimethicone, Simethicone.
- Částečně rozpustné ve vodě – silikony, které alespoň částečně reagují a rozpouští se ve vodní lázni, např. Disiloxane, Trisiloxane, PCA Dimethicone.

## Recyklace silikonů v ČR
Problém silikonů je zejména v tom, že ačkoliv je lze zařadit mezi plasty, nelze je třídit a patří do směsného odpadu. Jejich výhodou je však to, že jsou oproti plastům šetrnější k životnímu prostředí, neboť jsou odolnější, trvanlivější a inertní vůči okolí, tj. jejich povrch nereaguje s lidským tělem, sloučeninami ani jinými materiály a nevylučuje chemické látky. Silikony jsou tedy ekologičtějším materiálem než plast.
Ačkoliv v ČR silikon ještě zpravidla nikdo nerecykluje, v zahraničí to již neplatí. Obvykle se z něj vytváří olej, který se používá jako mazivo pro průmyslové stroje. Silikon lze také rozemlít, smíchat s pojivem a odlít z něj zcela nový předmět.

## Zdravotní rizika a regulace
Konkrétně látky oktamethylcyklotetrasiloxan (D4), dekamethylcyklopentasiloxan (D5) a dodecamethylcyclohexasiloxane (D6) jsou toxické (PBT) a zároveň vysoce perzistentní a vysoce bioakumulativní (vPvB). Byly proto zařazeny na Kandidátský seznam. Tyto silikony se hromadí v rostlinách a živočiších a byly zjištěny například v odpadních vodách, půdě a vodních zdrojích. D4 je velmi toxický pro vodní organismy s dlouhodobými účinky a je zde podezření z negativních dopadů na plodnost. Tyto látky se používají do mycích a čisticích prostředků, leštidel, vosků, v kosmetice, v přípravcích pro osobní péči; k úpravě textilních výrobků a barviv. Kromě kosmetického průmyslu se uvedené látky používají např. pro chemické čištění (pouze pro profesionální použití), čisticí prostředky, prostředky pro péči o domácnost a výrobky pro údržbu vozidel (profesionální a spotřebitelské použití), zdravotnické prostředky a čištění uměleckých předmětů a starožitností (profesionální použití).
Na základě návrhu Spojeného království na omezení látek D4 a D5 bylo přijato opatření, kdy po 31. lednu 2020 se obě látky nesmějí uvádět na trh ve smývatelných kosmetických přípravcích v koncentraci 0,1 % hmotnostních nebo vyšší (záznam 70 v příloze XVII nařízení REACH). V květnu 2024 bylo přijato nové omezení D4, D5 a D6, které se vztahuje na kosmetické výrobky, které se nenechávají působit, jako je make-up, krémy na obličej nebo výrobky pro úpravu vlasů. Vztahuje se také na výrobky osobní péče a další spotřebitelské nebo profesionální použití, jako je chemické čištění, vosky a leštidla, prací a čisticí prostředky. Toto omezení je platné od 6. června 2026. 